# آرتور اسمیت وودوارد
 آرتور اسمیت وودوارد (انگلیسی: Arthur Smith Woodward؛ ۲۳ مهٔ ۱۸۶۴ – ۲ سپتامبر ۱۹۴۴) یک دانشمند در زمینه دیرینه‌شناسی اهل بریتانیا بود.
وی همچنین برنده جوایزی همچون مدال پادشاهی شده است.